# Richard Ainley
Richard Ainley (22 de diciembre de 1910 - 18 de mayo de 1967) fue un actor teatral y cinematográfico británico, hijo de Henry Ainley y hermanastro de Anthony Ainley.

## Biografía
Según Allmovie el actor nació el 22 de octubre de 1910, pero Internet Movie Database da como fecha el 22 de diciembre. Su nacimiento tuvo lugar en Stanmore, Inglaterra. 
Debutó en el teatro en 1928, usando inicialmente el nombre artístico de Richard Riddle/Riddell. Su primera actuación para el cine fue en 1936 en As You Like It, película en la que trabajaba su padre. Otros papeles fueron los de Ferdinand en la película televisiva The Tempest (1939), Dr. Hale en Shining Victory (1941), y el de oficial del Foreign Office en Above Suspicion (1943).
Ainley se casó tres veces, divorciándose de sus primeras dos esposas. Su tercera esposa, Rowena Woolf, falleció en 1968. Se retiró del cine tras sufrir una herida mientras servía en las Fuerzas Armadas durante la Segunda Guerra Mundial, dedicándose a partir de entonces al teatro.
Fue brevemente director de la Bristol Old Vic Theatre School en los inicios de la década de 1960. Entre sus alumnos pueden incluirse Tom Baker, Tom Courtenay, Diana Rigg, Terry Palmer y Albert Finney. Richard Ainley falleció en Londres en 1967.